# Ольшанка (приток Течи)
Ольшанка — река в России, протекает по Калужской области. Устье реки находится в 36 км по правому берегу реки Теча. Длина реки составляет 12 км.

## Данные водного реестра
По данным государственного водного реестра России относится к Окскому бассейновому округу, водохозяйственный участок реки — Угра от истока и до устья, речной подбассейн реки — Бассейны притоков Оки до впадения Мокши. Речной бассейн реки — Ока.
Код объекта в государственном водном реестре — 09010100412110000021375.